# Pont Marie (Métro Paris)

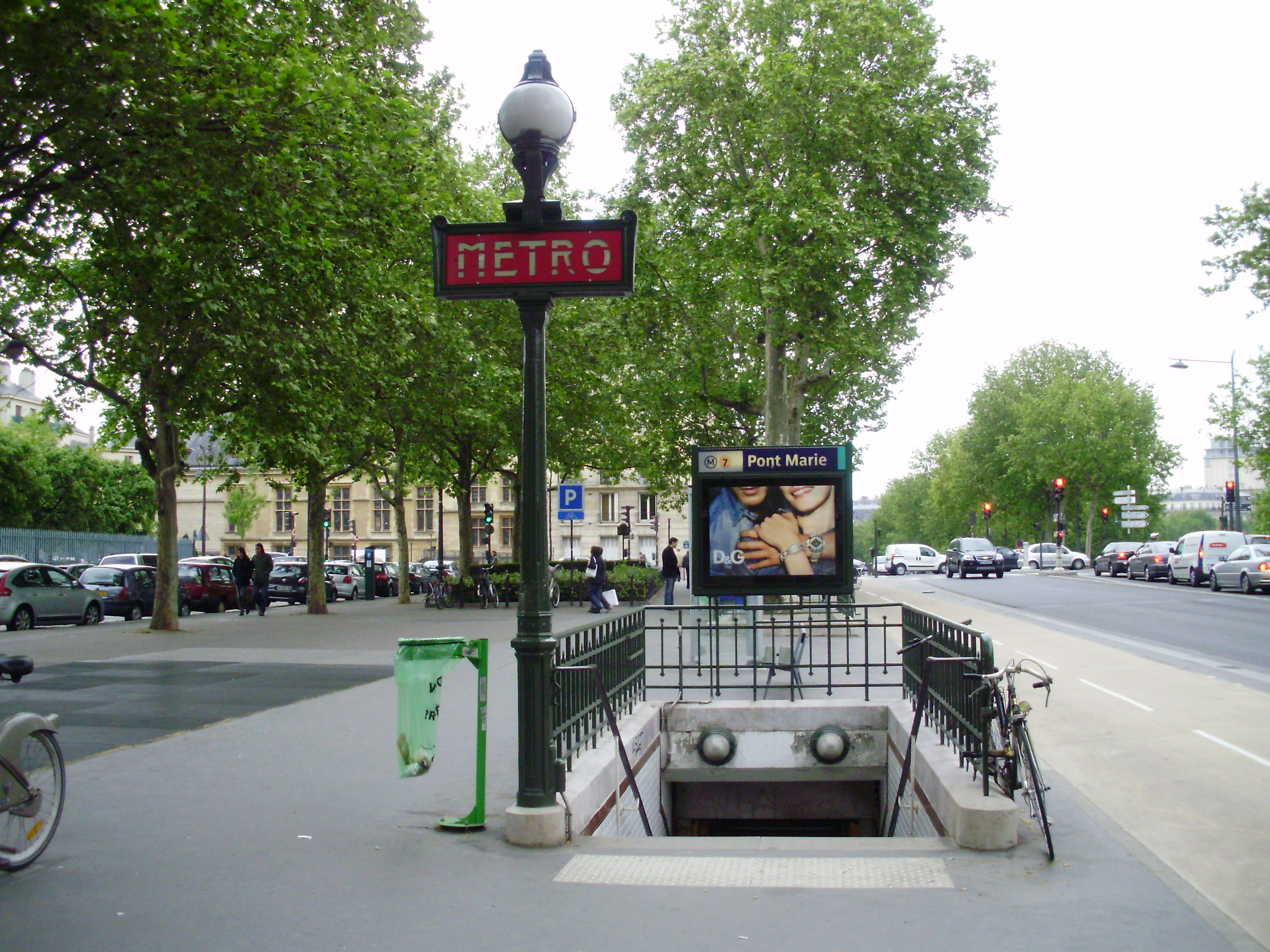
Zugang mit Art-déco-Kandelaber

Pont Marie [pɔ̃ maʁi] ist eine unterirdische Station der Pariser Métro. Sie wird von der Métrolinie 7 bedient und trägt den Beinamen „Cité des Arts“.

## Lage
Die Station befindet sich im Quartier Saint-Gervais des 4. Arrondissements von Paris. Sie liegt längs unter der Straße Quai de l’Hôtel de Ville unweit des rechten Ufers der Seine.

## Name
Namengebend ist die gleichnamige Brücke über den nördlichen Seinearm zur Île Saint-Louis. Der Pont Marie verdankt seinen Namen seinem Erbauer, dem Ingenieur und Bauunternehmer Christophe Marie.
Der Beiname „Cité des Arts“ bezieht sich auf den 1965 dort eröffneten Gebäudekomplex Cité internationale des Arts, der Künstlern Ateliers und Wohnraum bietet.

## Geschichte und Beschreibung
Die Station wurde am 16. April 1926 in Betrieb genommen, als der Abschnitt der Linie 7 von Palais Royal (seit 1989: Palais Royal – Musée du Louvre) bis Pont Marie eröffnet wurde. Bis zum 3. Juni 1930 war sie südlicher Endpunkt der Linie.
Sie hat die ursprüngliche Pariser Standardlänge von 75 m, die für Fünf-Wagen-Züge ausreicht. Unter einem elliptischen, weiß gefliesten Deckengewölbe weist sie Seitenbahnsteige an zwei parallelen Streckengleisen auf. Die beiden Zugangstreppen befinden sich auf der dem Fluss abgewandten Straßenseite westlich der Kreuzung mit der Rue des Nonnains d’Hyères. Der westliche Zugang trägt ein beleuchtetes Stationsschild mit Netzplan und weist einen von Adolphe Dervaux im Stil des Art déco entworfenen Kandelaber mit dem Schriftzug METRO auf.

## Fahrzeuge
Auf der Linie 7 verkehren konventionelle Fünf-Wagen-Züge der Baureihe MF 77. Zwischen 1971 und 1979 liefen dort Züge der Baureihe MF 67, davor solche der Bauart Sprague-Thomson.